# 원더걸스
원더걸스(영어: WonderGirls, 일본어: ワンダーガールズ)는 JYP 엔터테인먼트 소속으로 활동한 대한민국의 걸 그룹이었다. 박진영이 프로듀싱을 맡은 JYP 엔터테인먼트 최초의 걸 그룹으로 2001년 SBS 오디션 프로그램을 통해 선발된 선예를 필두로 현아, 소희, 선미, 예은이 멤버로 선정되었다. 2007년 2월 13일 싱글 〈The Wonder Begins〉을 발매하면서 데뷔했고 같은 해 7월 멤버 현아가 건강상 문제로 탈퇴했고, 유빈이 새로운 멤버로 합류했다. 2007년 9월 13일 첫 정규 앨범 《The Wonder Years》를 발매했다. 타이틀곡 〈Tell Me〉는 그해 대한민국에서 가장 성공적인 노래로 뽑히며 "텔미 열풍"을 일으켰다. 2008년에는 두 번째 싱글 〈So Hot〉으로 인기를 이어나갔으며, 하반기엔 싱글 《The Wonder Years - Trilogy》를 발매해 타이틀곡 〈Nobody〉를 히트시키며 처음으로 가요대상을 타는 등 큰 성공을 거두었다.
원더걸스는 2009년부터 미국에서 데뷔 싱글 〈Nobody〉를 발매하며 미국 진출을 선언했고, 한국에서는 최초이며 아시아에서는 50년만에 빌보드 핫 100 76위에 올랐다. 원더걸스는 미국에서 활동 중 2010년 1월 23일, 선미가 학업을 이유로 2월까지 미국 활동 후 그룹 탈퇴가 아닌 잠정적인 활동 중단을 발표했다. 선미는 2월 20일 미국서 마지막 콘서트를 한 후 활동을 중단하였다. 선미의 활동 중단으로 인하여, 새 멤버로 혜림이 합류, 2월부터 중국에서 본격적인 활동을 하였다. 2010년에는 한국과 미국에서 발매된 EP 앨범 〈2 Different Tears〉으로 컴백했고, 이후 미국과 캐나다를 거치는 Wonder Girls World Tour를 열었다.
2011년 한국에서 두 번째 정규 앨범 《Wonder World》를 발매하였고, 2012년에는 한국 가수 최초로 자신들의 이름으로 만들어진 영화 《The Wonder Girls》가 미국 Teen Nick 채널에서 방영되었다. 2012년 6월 한국에서 두 번째 EP 앨범 《Wonder Party》를 발매하였다. 소희는 연기자로써 활동을 위해서 탈퇴를 하였고, 선예는 가정 생활에 집중하기 위해서 소속사 JYP엔터테인먼트와의 계약도 해지하면서 탈퇴를 하였다.
2015년 8월 3일 3년 2개월만에 세번째 정규앨범 REBOOT를 발매하였고 타이틀곡 "I Feel You"로 컴백하였다. 원년 멤버였던 선미가 재합류하여 새롭게 구성된 원더걸스는 8월 3일 기존의 색깔과 전혀 다른 4인조 밴드로 컴백하였다. 밴드 구성으로는 예은은 키보드, 선미는 베이스, 유빈은 드럼, 혜림은 기타를 맡았다. 2016년 7월 5일 새 싱글 앨범 Why So Lonely를 발매했다. 데뷔 후 박진영 곡이 아닌 첫 자작곡으로 컴백하였다. 컬투쇼에서 매달 리더가 바뀐다고 밝힌 바 있다. 타이틀곡 Why So Lonely는 밴드 버전과 댄스 버전으로 번갈아 가며 활동했다. 2017년 1월 26일 멤버 예은, 선미 계약 만료로 인해 2월 10일 싱글 앨범 타이틀곡 그려줘를 끝으로 해체하였다.

## 활동

### 2001년~2006년: 결성과 데뷔 이전
원더걸스는 박진영이 기획한 그룹으로, 처음부터 그룹을 만들겠다는 생각은 아니었다. 2001년 7월 SBS 《초특급 일요일 만세》의 《박진영의 영재 육성 프로젝트 99%의 도전 코너》에서 선발된 선예를 두고, 선예와 색깔이 맞는 현아, 소희, 선미를 차례로 오디션을 통해 발탁했다. 다섯 번째 멤버인 예은은 그룹의 색깔에서 "힘"이 부족하다는 박진영의 생각에 데뷔 한 달 전인 2007년 1월 MTV·다음 주최 ‘UCC 스타 선발대회’에서 선발되어 합류하였다. 박진영은 선예를 제외한 네 명은 아직 완벽하지 않다고 말했다. 하지만 JYP 엔터테인먼트 연습생의 성과를 보기 위한 정기 쇼케이스인 2006년 여름 쇼케이스에서 네 명이 그룹으로 함께 한 무대를 보고, 박진영이 선예를 믿어도 되겠다는 생각에 데뷔시키기로 결정했다. 원래 데뷔하려고 했던 그룹명은 원더걸스가 아니라 'Ladies' Club'의 약자인 LC였다. 당시 멤버들의 예명은 써니(선예), 실버(예은), 베리(선미), 민트(현아), 아이씨(소희)였었다. ‘원더걸스’라는 그룹 이름은 데뷔 과정을 그린 텔레비전 프로그램 MTV 《원더걸스》에서 그대로 따온 것으로, 데뷔 전에 이미 '원더걸스'라는 이름과 멤버들의 본명이 더 알려졌기 때문에 그 이름 그대로 데뷔했다고 한다. 원더걸스는 god, 비 등의 유명 스타를 길러낸 박진영이 기획한 첫 여성 그룹이라는 점에서 화제를 불러모았다. 데뷔 전 2006년 12월 22일부터 마지막 멤버를 뽑는 과정, 멤버들의 일상생활을 담은 MTV의 리얼리티 프로그램 《원더걸스 1》를 통해 데뷔 과정을 선보였다.

### 2007년

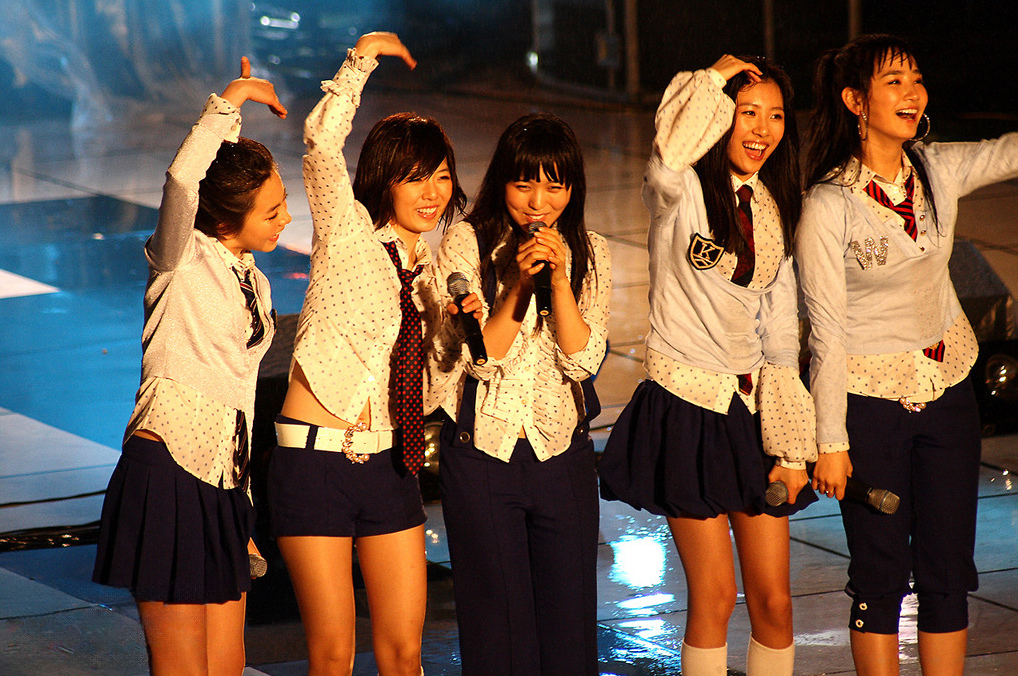
2007년 5월 9일 한양대학교에서 공연 중인 원더걸스.

2007년 2월 13일 싱글 《The Wonder Begins》가 발매되었다. 타이틀곡은 〈Irony〉인데, 데뷔곡을 정할 때 〈Irony〉와 〈이 바보〉 두 곡이 후보에 올랐다. 당시 소속사에 있던 가수 비와의 상의 끝에 〈Irony〉가 적정하다고 판단하여 박진영은 〈Irony〉를 데뷔곡으로 결정하였다. 싱글 발매 전, 2007년 2월 10일 《쇼! 음악중심》에서 〈Irony〉를 선보이며 지상파 데뷔를 했다. 2월 13일 싱글 발매와 동시에 쇼케이스가 개최되었는데, 여러 인터넷 사이트를 통해 생중계되어 약 10,000여 명이 동시 접속하여 서버가 다운되기도 했다. 2007년 3월에는 〈Irony〉로 싸이월드 디지털 뮤직 어워드에서 이달의 신인상을 받았다. 2007년 4월 3일에는 중국 베이징에서 쇼케이스를 열었다. 이미 원더걸스는 데뷔 전부터 중국 시장을 목표로 중국어를 배우고 있었다.
원더걸스는 "Irony"로 활발한 활동을 했으나 이후 많은 불운을 겪게 된다. 6월 19일 멤버 소희가 영화 《뜨거운 것이 좋아》 촬영 중 오토바이 사고로 무릎이 찢어져 각종 행사 무대에서 약 한 달간 4인 체제로 활동하였고, 이후 무대에서는 현아까지 빠진 세 명이 활동하는 모습을 보여 주었다. 의류 광고 화보 촬영에서도 현아만 빠져 있어서 팬들의 궁금증을 자아내다가, 마침내 7월 30일 멤버 현아의 탈퇴가 발표되었다. 습관성 장염으로 3월과 4월에 잠시 입원하는 등 활동 초기부터 차질을 빚었던 그녀는, 정상적인 활동이 불가능하다고 판단한 소속사 측의 탈퇴 결정을 받아들였다. (현아는 현재 솔로로 활동하고 있다.) 이후 원더걸스는 남은 멤버 세 명에 백댄서를 대동하여 활동하는 등 시련을 겪어야 했다. 이 시기에 음악 프로그램에서 한성별곡 OST 수록곡 〈일월지가〉를 선예 홀로 공연할 기회가 있었다. 당시 공연장에 있던 팬들이 간주 부분에서 ‘잊지 않고 기다릴게 원더걸스’라고 외치는 구호 소리에 대기실로 돌아와 많이 울었다고 밝히기도 했다. 원더걸스는 이 시기가 가장 힘들었던 시기라고 회상했다.

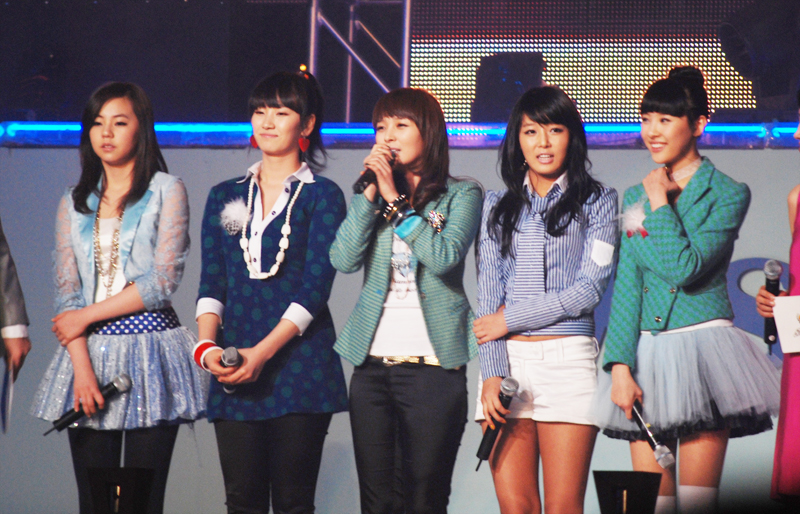
2008년 3월 잠실체육관에서 열린 M 스타 콘서트에서 원더걸스.

현아가 탈퇴한 이후 2007년 9월 JYP 엔터테인먼트는 새 멤버로 유빈을 발탁했다고 발표한다. 유빈은 굿이엠지에서 약 2년간 트레이닝을 받으며 다른 5인조 걸 그룹 오소녀로 데뷔를 준비하고 있었으나 무산되었고, 오디션에서 선발되어 원더걸스에 합류하게 되었다. 2007년 9월 13일에는 원더걸스의 첫 정규 앨범 《The Wonder Years》가 발매되었다. 앨범의 컨셉은 "80년대 팝 댄스의 재해석"으로, 레트로를 기반으로한 타이틀곡 〈Tell Me〉의 의상, 안무 모두 80년대 문화를 재연했다. 발매 이후 본격적인 활동을 할 예정이였지만, 발매 하루만인 9월 14일 축제 공연을 마치고 돌아오다가 교통사고를 당하면서 활동을 중지했다. 9월 27일 SBS 《인기가요》 녹화에 참여하면서 사고 13일만에 활동을 재개했다.
연이은 악재 이후 원더걸스는 "Tell Me"의 활동을 본격적으로 시작했다. 복고풍 댄스곡 "Tell Me"는 폭발적인 반응을 일으켜 각종 TV 음악 프로그램, 온라인 차트를 휩쓸었다. KBS 《뮤직뱅크》에서는 총 7회 1위를, MBC 《쇼! 음악 중심》에서는 총 4회의 1위를 차지했고, SBS 《인기가요》에서는 1위인 뮤티즌 송을 3주 연속 수상하기도 했다. 멜론, 도시락, 쥬크온 등 음악 사이트가 발표한 주간 순위에서는 8주 연속 1위를 차지하기도 했다. 곡의 인기에 힘입어 이 곡의 안무도 함께 화제가 되었다. 곡 초반부에 등장하는 ‘살랑살랑 춤’, 후렴구에 등장하는 디스코를 응용한 ‘찌르기 춤’, 간주 부분에 등장하여 1줄로 서 있던 멤버들이 박자에 맞춰 3줄·5줄로 갈라지는 ‘감수분열 춤’ 등이 대표적인데, 학생·경찰·군인 등 많은 일반인이 안무를 따라해 직접 만든 동영상을 인터넷에 올렸고, 각종 TV 프로그램에는 많은 연예인이 안무를 따라했다. 이러한 관심으로 각종 신문 기사 등에는 ‘텔미 신드롬’, ‘텔미 열풍’이라는 말까지 등장하기도 했다. 2007년 12월부터는 후속곡 〈이 바보〉로 활동했다. 2007년의 활발한 활동을 통해, 한국에서 나이를 불문하고 국민적인 인기를 얻으며 ‘국민 여동생’이라는 수식어를 얻게 되었다. 이러한 세대를 아우르는 친근한 이미지 때문에 대한민국 육군 본부에서는 육군을 홍보하기 위한 로고송 〈아미송 (Army Song)〉을 원더걸스에게 맡겼고, 중앙선거관리위원회에서는 원더걸스를 공명선거 홍보대사로 위촉하기도 했다.

### 2008년

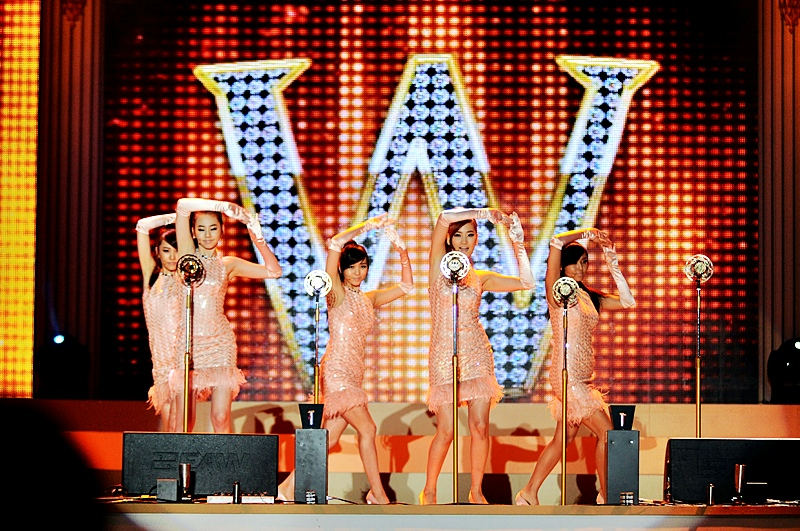
2008년 10월 부천세계무형문화유산엑스포 개막식에서 "Nobody" 공연 중인 원더걸스

원더걸스는 2008년 1월 초 첫 정규 앨범 활동을 성공적으로 마치고 공백기에 들어갔다. 이 기간에 원더걸스는 미국에서 MTV 《원더걸스 시즌3》를 촬영하면서 동시에 박진영과 JYP 엔터테인먼트 소속 가수들이 함께한 ‘The JYP Tour’ 무대에 오르고, 타이에서 1만여 명의 팬들과 팬 미팅을 하는 등 국외 활동에 주력하는 한편, 국내의 각종 축제와 행사 활동 또한 쉬지 않았다. 4개월간의 공백기를 거친 후, 소속사는 새 곡 공개를 앞두고 하루에 한 장씩 멤버들의 콘셉트 사진을 공개하며 대중들의 관심을 끌었다. 마지막 단체 사진이 공개된 다음날인 2008년 5월 22일, 두 번째 싱글 So Hot의 타이틀곡 "So Hot"과 뮤직비디오를 온라인으로 공개했다. 타이틀 곡 "So Hot"은 자신의 예쁜 외모와 인기가 피곤하다는 내용의 ‘21세기형 공주병’을 표방한 가사와 호피무늬 의상, 그리고 ‘V 라인 춤’, ‘기지개 춤’ 등의 안무가 특징적인 곡으로, 앨범은 6월 3일 정식 발매되었다. 온라인 공개 이틀 만에 멜론, 도시락, 쥬크온, 뮤즈, 싸이월드, 엠넷닷컴 등 온라인 차트에서 1위를 석권하고, 텔레비전 가요 프로그램에서는 첫 무대부터 1위를 차지하여 KBS 《뮤직뱅크》에서는 5주 연속 1위, SBS 《인기가요》와 Mnet 《엠카운트다운》에서는 3주 연속 1위를 차지하는 등 활동 초반부터 폭발적인 반응을 불러일으켰고, "Tell Me" 활동 시기와 마찬가지로 수많은 연예인이 이 춤을 따라하였다. 동영상 제공 웹사이트 유튜브에서는 뮤직비디오가 한국내 단일 영상으로는 이례적으로 조회수 100만건을 넘기며 노래를 각국에 알렸다.
〈So Hot〉의 성공으로 단숨에 각종 음악 순위 1위를 기록한 원더걸스는 후속곡 활동에 대한 압박을 받아왔다. 이에 ‘대중이 원하는 모습은 깜찍 발랄함’이라는 판단 아래 당시 음반에 수록된 발라드곡으로 후속 활동을 하지 않는 대신, 휴식 기간을 줄이고 새 음반 작업에 착수하였다. 9월 22일, 원더걸스의 새 곡 "Nobody"의 음원과 뮤직비디오가 공개되었다. 이 곡이 수록된 음반 The Wonder Years - Trilogy는 9월 30일 정식 발매되었다. "Nobody"는 1960년대 모타운을 필두로 한 여성 그룹의 곡들을 재해석한 곡으로, 〈Tell Me〉와 〈So Hot〉과 같은 복고 콘셉트의 연장선에 있는 곡이다. 반짝이는 무대와 의상, 그리고 ‘사랑의 총알’ 등의 중독성 있는 안무가 특징적이었다. 음원 공개 3일 만에 벅스, 멜론, 엠넷닷컴, 도시락, 싸이월드, 소리바다, 뮤즈 등의 각종 온라인 음악 순위에서 1위를 차지하고, 멜론과 쥬크온에서는 6주, 엠넷닷컴에서는 5주 연속 1위를 차지하는 등 인기를 얻었다. 계속되는 인기로 원더걸스의 이름으로 화장품을 출시하고, 〈원더 베이커리〉라는 텔레비전 프로그램에 출연하기도 하면서 2008년 한 해만 원더걸스 단독으로 매출 약 120억원을 올렸다. 연말 시상식 MKMF에서는 세 개의 대상 중 하나인 ‘올해의 노래’를 비롯하여 ‘여자 그룹상’, ‘뮤직비디오 작품상’을 수상하여 3관왕을 차지했다. 그리고 2월 12일 목요일 대한민국 3대 시상식 중 하나인 (MKMF,골든디스크,서울가요대상) 서울가요대상에서 가장 강력한 후보로 거론되었던 동방신기, 빅뱅 을 누르고 대상을 차지하였다. 여자 그룹 단독으로 대상을 받은 건 1969년 MBC 10대가수가요제에서 펄 시스터즈 수상 이후 39년 만이고, 펄 시스터즈에 이어 3 번째이다. 이어 서울가요대상에서도 대상을, 골든디스크에서는 음원 본상을 차지하여 2007년에 이어 2008년도 원더걸스의 해로 만들었다.

### 2009년
애당초 원더걸스는 중국 진출을 염두에 두고 만들어진 그룹이었는데, 데뷔 전부터 전담 중국어 교사를 두고 중국어를 배워왔고, 중국에서 쇼케이스를 하기도 했다. 이후, "Irony"를 비롯한 곡들이 타이에서 연이어 인기를 얻으면서 현지에서 팬 미팅을 여는 등 활동 범위를 넓혔다. 미국에서는 'The JYP Tour' 공연을 기점으로 진출하기 시작했으며, 추석때 ‘뉴욕 추석 맞이 대잔치’에서 공연하기도 했다. 이러한 활동으로 2008년 2월, "Tell Me"를 미국에서 론칭하자는 제의를 받기도 하였고, 2008년 9월 22일, 미국의 유명 연예 블로그 ‘페레즈 힐튼 닷컴’에서는 "Nobody" 뮤직비디오가 한국어 버전 그대로 소개되기도 하였다. 이 무렵 소속사는 원더걸스를 중국 진출에서 미국 진출로 활동 전략을 수정하고 미국 최대의 연예 에이전시인 CAA와 매니지먼트 계약을 맺는 등 본격적인 미국 시장 진출을 노리게 된다.
2009년 3월, 원더걸스는 한국 걸 그룹 사상 10년 만에 열게 된 첫 단독콘서트 The 1st Wonder를 열고, 태국 방콕과 미국 LA, Orange County, 뉴욕, 부산, 그리고 서울까지 총 6회의 투어를 성공리에 마치게 된다. 콘서트 투어 직후 미국 뉴욕으로 건너가서 전담 교사와 어학원에서 영어를 수업받으며, 미국 시장 진출에 주력하기 위한 준비작업을 하고, 노바디 영어버전 녹음을 하는 등 활동 준비를 시작하게 된다. 2009년 6월 27일 미국 오리건주 Portland부터 시작하여 8월 5일까지 미국 대표 아이돌 그룹인 조나스 브라더스의 전미 투어 콘서트 오프닝 무대에 원더걸스가 초청되어 약 150만명의 미국 관객들 앞에서 총 49회, 60일동안 Honor Society, 조딘 스팍스와 함께 오프닝 공연을 하게 된다. 원래 조나스측에서는 전체 투어 일정 중에서 13회의 오프닝 출연만을 약속하였으나,4회 공연을 마친 원더걸스를 본 조나스 브라더스측의 요청으로 45회 남은 공연을 모두 함께 하기로 하였다. 미국에서 유명 가수의 오프닝 무대에 선다는 것은 미국에서 신인가수가 홍보를 하는 가장 효과적인 방법이기도 하다. 이 기간 동안 원더걸스는 멕시코 공연을 제외하고는 미국 전국 투어 버스를 타고 다니면서 버스에서 자면서 이동하고, 공연을 하는 등 매우 고된 일정을 소화해야 했다. 이후 코네티컷에서의 조나스 브라더스 오프닝 공연과 아메리칸 아이돌 우승자 오프닝 공연에도 초청되는 등 활발한 활동을 벌인다. 7월 21일, 미국 공중파 FOX TV 토크쇼 Wendy Williams Show를 통해 이들이 소개되기도 하였다. 놀라운 것은 Wendy가 페레즈 힐튼 닷컴에 소개된 원더걸스를 보고 JYP USA를 통해 이들을 토크쇼에 출연시켰다는 점이다. 미국에 진출한 지 7개월 만인 10월 마지막주에 원더걸스는 "Nobody" 영어 버전의 싱글 앨범으로 드디어 미국 빌보드 핫 100 차트에 76위로 진입하는 데 성공한다. 빌보드 역사 115년 역사에서 빌보드 핫100 차트에 한국 가수의 곡이 오르기는 원더걸스가 처음이였다.
12월 1일에는 중국 상해 단독콘서트에서 선미가 연습중 발목부상으로 다리에 깁스를 하고 공연을 하였지만 성공적인 콘서트를 마치고, 다음 날 2009 SMG-MTV 초급성전(超級盛典)'에서 한국 대표로 오프닝 무대에 올라 "Nobody" 공연을 하기도 하였다. 또한 12월 8일에는 미국 공중파 방송사 FOX의 Top-3 인기 프로그램 중의 하나인‘소 유 딩크 유 캔 댄스(So You Think You Can Dance)'에 출연해 뜨거운 반응을 얻으며 미국의 포털사이트 구글에선 검색어 순위 1위를 차지하기도 하였다. 유튜브 엠카운트에서 공연한 Nobody 단일 영상은 조회수가 약 2100만을 넘은 상황이었는데 한국 가수로서 기록적인 조회수를 기록, 전 세계적으로 큰 관심을 받고 있다는 것을 알 수 있었다. 또한 원더걸스의 싱글 뮤비 노바디는 미국의 음악사이트 뮤직톤닷컴에서 진행한 2009년 올해의 뮤직비디오 1위로 뽑혔다. 그뿐만 아니라 원더걸스는 2009년 북미지역에서 가장 많이 팔린 싱글 CD음반으로 빌보드 차트 중의 하나인 Hot-Single Sales Chart에서 1위에 오르기도 하였다. 원더걸스는 미국에서 4월달에 정규 앨범을 발매할 예정으로 미국의 언론 틴보그가 인터뷰를 가졌는데, '아시아의 스파이스 걸스'라고 소개하였다.

### 2010년

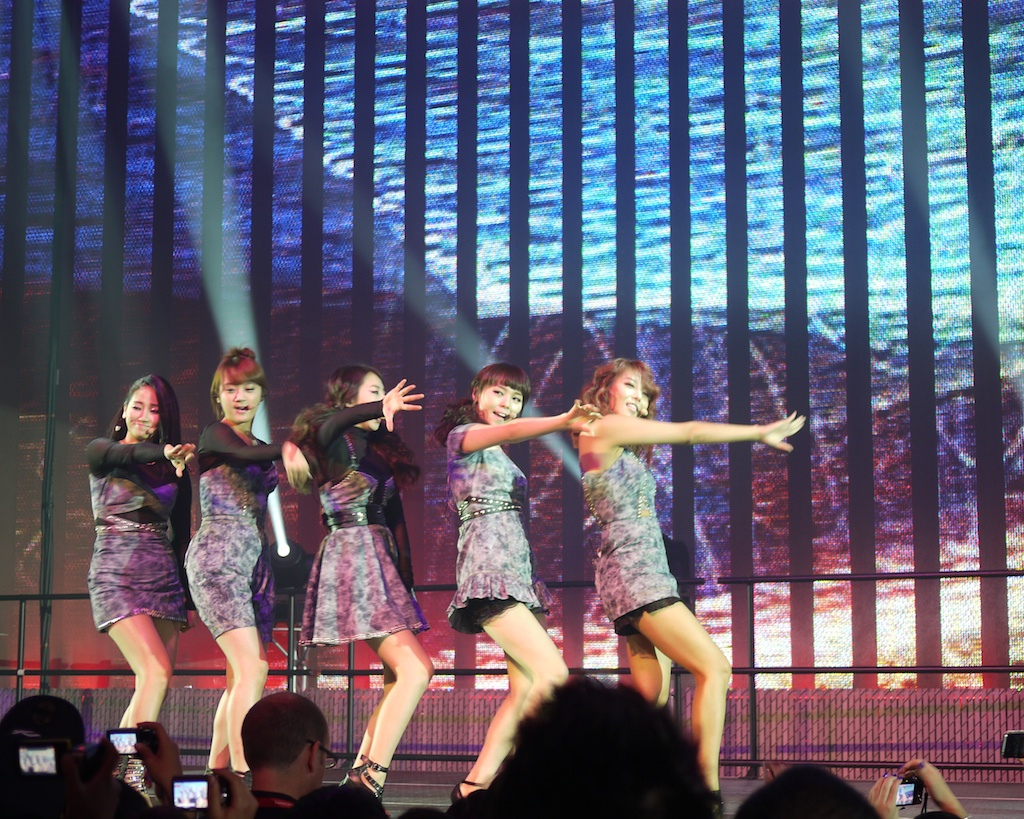
2010년 Wonder Girls World Tour 중 시애틀에서 "2 Different Tears" 공연중인 원더걸스.

원더걸스는 미국에서 활동 중 2010년 1월 23일, 선미가 학업을 이유로 2월까지 미국 활동 후 그룹 탈퇴가 아닌 잠정적인 활동 중단을 발표했다. 선미는 2월 20일 미국서 마지막 콘서트를 한 후 활동을 중단하였다. 선미의 활동 중단으로 인하여, 새 멤버로 혜림이 합류, 2월부터 중국에서 본격적인 활동을 하였다. 혜림은 2월2일 중국 광고 프로모션에 나섰다. 당초 혜림은 3월부터 활동을 할 예정이었으나 광고가 방송될 시점에 선미가 활동을 중단하기 때문에 예정보다 더욱 빨리 투입되었다고 소속사 측에서 밝혔다. 이후 선미는 대학 진학을 준비할 예정이며, 소속사에서 팬카페 대표들의 질의에 답변한 문서에 따르면 대학 진학 후 상황에 따라서 다시 활동에 복귀할 수도 있다고 언급하였다. 지난 2월 달에 원더걸스는 새 멤버 혜림과 같이 중국에서 첫 공식적인 행사를 가졌다. 선미의 활동 중단으로 스케줄이 취소되는 등 혼란도 있었지만, 첫 공식적인 무대를 가진 이후, 타이완의 3대 이동통신사인 중화텔레콤 인기곡 순위에서 '노바디'가 1위에 오른 데 이어 통화연결음, 벨소리 다운로드에서 모두 1위를 차지했고, 중국에서도 각종 모바일차트 1위를 석권하였다. 원더걸스는 본격적인 중국 진출을 할 예정이며 Nobody 중국어 버전을 선보였고, 타이완과 홍콩에서 2월 22일 스페셜 앨범을 발매하였는데, 각종 음악차트 1위를 Nobody가 휩쓸었으며, 그 외에 곡 Tell Me, 아이러니, So Hot 등의 곡도 상위권을 꾸준히 유지하였다. 2010년 원더걸스는 4월 안에 정규앨범을 출시할 예정으로, 음반 발매 전 사전 프로모션 형식으로 Nobody Rainstone Remix 싱글 앨범을 출시하는 등, 본격적인 미국시장 공략에 돌입했다. 또한 4월 17일에 열리는 중국 베이징에서 열리는 평화 콘서트에 초대되었다. 2010년 3월 8일 소속사 JYP엔터테인먼트는 멤버 선미의 그룹 활동중단을 공식 확인하였다. 탈퇴가 아닌 활동 중단으로 선미가 원하면 언제든지 원더걸스에 합류해 6인조로의 활동은 가능하다고 한다. 같은 달 6일 원더걸스는 광고 프로모션을 위해 싱가포르를 방문했다.
해외 활동이 끝난뒤, 원더걸스의 컴백 소식이 들려왔다. 2010년 5월 4일 새 싱글 "2 Different Tears"의 타이틀과 자켓사진을 공개하였다. "2 Different Tears"는 80년대 레트로 데님과 네온 컬러를 바탕으로 한 스타일, 이 컨셉은 멤버 소희와 유빈이 직접 구상한 것으로 알려졌다. 또한 후에 "2 Different Tears" 활동 중 입고나온 의상이 화제가 되었는데 모두 청바지 소재의 의상으로 일명 '청청패션'으로 유행하였다. 그 후 9일부터 혜림, 유빈, 선예, 예은, 소희 순으로 음원을 순차적으로 공개하였다. 이번 앨범은 영어, 중국어, 한국어 3개 국어로 발매될 예정으로 한국에서는 온라인게임 아이온을 통하여 처음으로 공개하였다. 14일에는 유튜브를 통하여 "2 Different Tears"의 티저 영상을 공개해 기대감을 더욱 증폭시켰다. 한편 16일에는 LA현지에서 유스트림을 통해 컴백 론칭 이벤트를 전 세계적으로 생중계를 하여 많은 관심을 받았다. 전 세계가 동시에 음원이 공개되고 난후에 한국에서도 반응이 뜨거웠는데 공개 즉시 음원차트 1위를 석권하였고, 미국에서는 아이튠즈 앨범 차트에 39위로 기분좋게 출발하였다. 이번 활동은 한국에서는 2주밖에 하지 않는 것으로 알려져 2주 동안 원더걸스는 5월 20일 엠 카운트다운을 시작으로 매주 음악프로그램에 출연하였고, 드림콘서트, 각종 예능에 출연하였으며 컴백한지 일주일만에 엠 카운트다운에서 1위를 하였다. 그리고 6월 13일 월드컵특집으로 이루어진 인기가요에서 사전녹화된 방송을 끝으로 한국에서의 활동은 모두 마쳤으며 6월 1일 미국으로 출국을 하였다. 이후 6월 4일부터 미국에서 워싱턴 DC를 시작으로 캐나다, 하와이를 포함해 총 27회 Wonder Girls World Tour를 진행하기로 하였다. 6월 5일 워싱턴 DC의 콘서트가 끝난후 원더걸스는 트위터를 통해 소식을 전했으며 8일날에 시카고에서 공연을 펼쳤다. 또한 워싱턴 DC, 뉴욕, 애틀랜타 등지에서는 2000여 매의 티켓이 모두 매진이 되었기도하였고, 13일 샌프라시스코에서 공연이 끝난뒤 광고프로모션을 위해 싱가포르를 방문하기도 하였으며 MTV가 개최하는'2010 MTV 월드 스테이지 라이브 인 말레이시아'에 한국 대표로 참가하기도 하였다. 그리고 6월 24일 원더걸스의 리더 선예의 아버지가 사망하여 미국 콘서트 도중 급 귀국을 하였다. 선예의 부친 장례식에는 원더걸스의 모든 멤버들과 원더걸스 활동 중지 멤버인 선미와 2AM의 조권, 2PM, 슈퍼주니어의 희철, 동해 등의 여러 사람들이 조문을 왔었다. 발인식 이후 6월 29일 캐나다를 기점으로 다시 시작하였고, 2010년 7월, 원더걸스의 "2 Different Tears"가 빌보드 차트 히트치커스 21위에 진입하기도 했다. 한편, 시애틀에서 열린 북미 최대 게임 박람회 PAX(팍스)에서 아시아 가수 최초로 무대에 올라 쇼케이스를 선보였다.

### 2011년

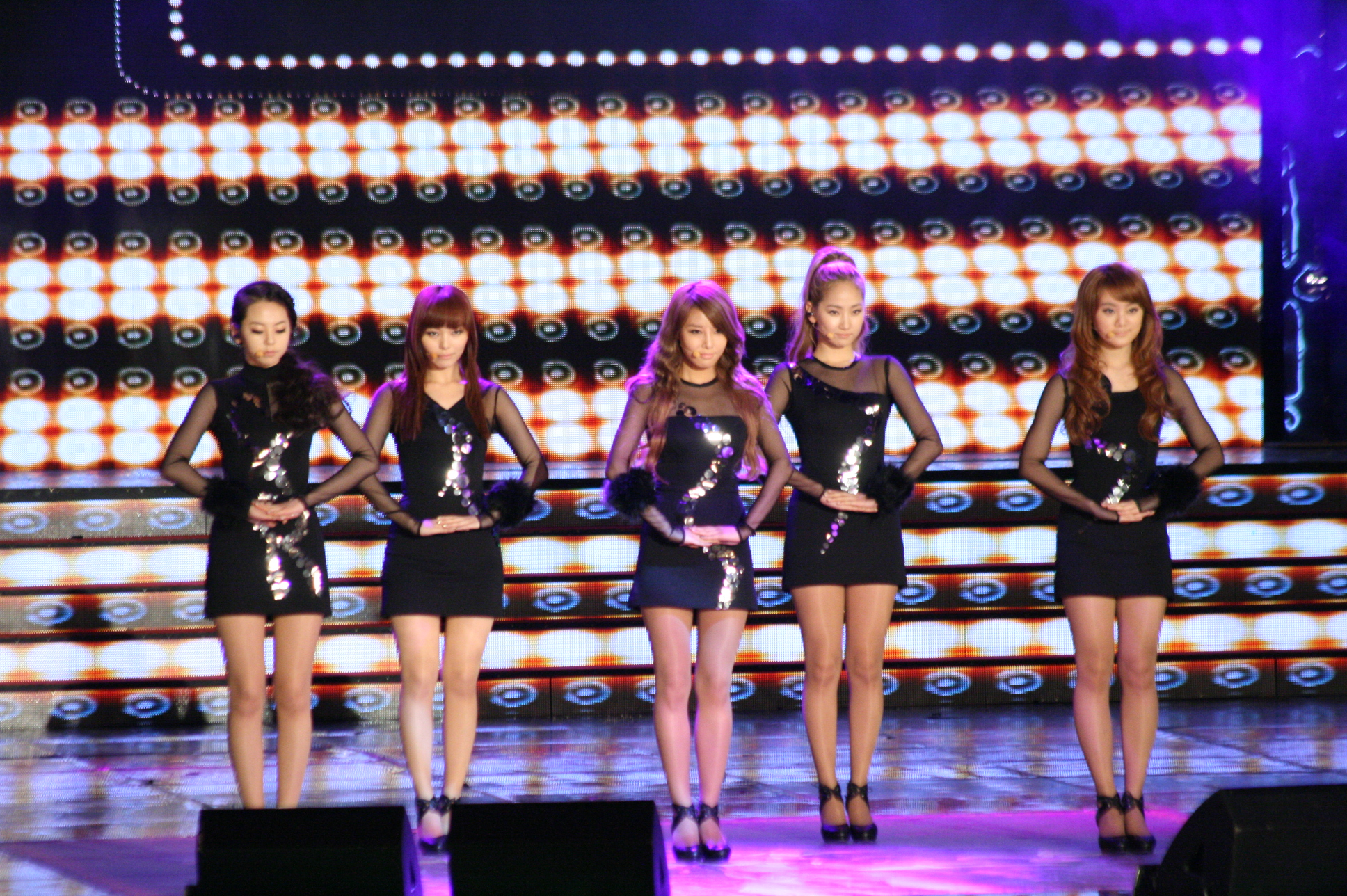
2011년 11월 대한민국 대중문화예술상 시상식에서 "Be My Baby" 공연 중의 원더걸스

박진영은 2011년 초 자신의 트위터에 세계 최고의 프로듀서들과 함께 원더걸스의 새 앨범 작업을 한다고 알렸다. 원더걸스는 2011년 10월 초 영화 촬영이 끝난 뒤, 한국에 돌아와 본격적으로 새 앨범 작업을 했다. 11월 1일 1차 티저영상이 공개되고, 11월 3일 2차 티저영상을 공개하며 컴백을 알렸다. 그리고 2011년 11월 7일 "Be My Baby"를 타이틀곡으로 하는 두 번째 정규 앨범 Wonder World를 발매했다. 타이틀곡 "Be My Baby"는 가온 디지털 차트에서 1위에 올랐고, 수록곡인 "Me, in"과 "Girls Girls"도 각각 7위와 10위에 올라 10위권에 3곡을 올렸다. 또한, 빌보드 K-Pop 핫 100에서도 1위를 차지했다. "Be My Baby"는 음악프로그램인 SBS 《인기가요》, M.net 《《엠카운트다운》에서 1위를 수상 하였고, 멜론사이트에서 실시되었던 네티즌이 뽑은 11월 멜론 최고 인기곡으로 선정되었다. 또한, 이 뮤직비디오는 유튜브의 전 세계 가장 많이 본 영상 1위로 뽑혔다. 타이틀곡으로 한 달간 활동을 한후, 연말에는 후속곡 "Girls Girls"로 활동하였다. 또한 K Food Party라는 한식 홍보곡을 발표해서 기존의 홍보곡과 차별화된 곡이라는 호평을 받았다.

### 2012년
한편, 원더걸스는 2012년 2월 2일 미국 Teen Nick채널에서 영화 《The Wonder Girls》에 주연으로 출연하였다. 영화 개봉에 앞서 원더걸스는 영화의 OST이기도 한 싱글 "The DJ Is Mine"을 한미 동시에 공개해 미국 현지를 비롯한 한국에서도 영화에 대한 기대감을 고조시켰으며, 이번 1월 20일 시사회를 통해 영화를 현지 관계자와 언론에 처음 공개했다. 원더걸스는 6월 3일 한국에서 두 번째 미니 앨범 Wonder Party를 발매하고 6개월만에 컴백하였다.
타이틀곡인 "Like This"는 일렉트로닉사운드의 힙합비트를 결합시켜 만든 힙합 음악으로, 컴백 일주일만에 MBC MUSIC《쇼챔피언》, KBS2《뮤직뱅크》, SBS《인기가요》에서 1위를 수상하였다. 이번 앨범역시 수록곡 "R.E.A.L", "Girl Friend"는 예은이 직접 작사 작곡하였고, "Hey Boy"는 유빈이 처음으로 작사를 하였다.
그리고, 원더걸스는 소니 데프스타와 레이블 계약을 체결하고 7월 25일 데뷔 앨범 Nobody For Everybody를 발매하며 일본 진출을 한다고 밝혔다.

### 2013년
2013년 1월 26일에는 현직 아이돌 최초로 선예가 5살 연상 캐나다 교포 선교사 제임스 박과 결혼식을 올렸다. 이로써, 원더걸스는 당분간 개별 활동에 들어갔다. 2013년 12월 21일자로 소희는 JYP 엔터테인먼트와의 계약이 만료되었고, 가수가 아닌 연기자로서의 새로운 진로를 모색하기 위해 BH 엔터테인먼트로 이적했다.

### 2015년
2015년 7월 20일 소희는 연기자로서 활동하기 위해서 탈퇴를 하였고, 선예는 가정생활에 집중하기 위해서 소속사 JYP엔터테인먼트와의 계약도 해지하면서 탈퇴를 하였다.
8월 3일 3년 2개월만에 세번째 정규앨범 REBOOT를 발매하였고 타이틀곡 "I Feel You"로 컴백 하였다. 원년 멤버였던 선미가 재합류 하여 구성한 원더걸스가 오는 8월 3일 기존의 색깔과 전혀 다른 4인조 밴드로서 컴백을 하였다. 밴드 구성으로는 예은은 키보드, 선미는 베이스, 유빈은 드럼, 혜림은 기타를 맡았다. 타이틀곡 제외한 나머지 곡은 멤버들의 자작곡으로 우리나라 걸그룹 중 유일하게 전 멤버가 작사 및 작곡이 가능하다.

### 2016년
2016년 7월 5일 새 싱글 앨범 Why So Lonely를 발매했다. 데뷔 후 박진영 곡이 아닌 첫 자작곡으로 컴백하였고,7일 엠카운트다운으로 컴백하였다. SBS MTV《더 쇼 시즌5》, M.net《엠카운트다운》, KBS2《뮤직뱅크》, SBS《인기가요》에서 1위를 하였다. 컬투쇼에서 매달 리더가 바뀐다고 밝힌바 있다.
타이틀곡 Why So Lonely는 밴드버전과 댄스버전으로 번갈아 가며 활동하였다.

### 2017년
2017년 1월 26일 멤버 예은, 선미 계약 만료로 인해 2월 10일 마지막 싱글 앨범 타이틀곡 그려줘를 끝으로 해체하였다.

## 성과
원더걸스는 2007년 '텔미 열풍'과 함께 대한민국을 휩쓸었고, 수 많은 연예인과 일반인들을 비롯하여 정치인들까지 패러디를 했다. 이에 따라 '텔미 신드롬'이라는 말까지 나왔고, 삼성연구소는 올해의 10대 히트 상품으로 선정했다. 또한 브랜드 38 연구소에서 조사한 광고 효과가 가장 좋은 모델 중 1위로 뽑혔다. 대중음악평론가 김작가는 "원더걸스가 "So Hot"과 "Nobody"을 연달아 히트시키면서 걸그룹의 절대강자로 군림했다"고 말했다. 한편, 원더걸스는 중학교 1학년 사회 교과서에 "유행을 주도하는 대중문화는 우리의 삶에 어떤 영향을 미치고 있을까?"라는 글귀와 함께 "Tell Me" 활동 당시의 모습이 실려 화제가 되었다.
원더걸스 미국 진출과 함께 빌보드 핫 100차트 76위에 진입했고, JWT가 선정한 "2010년 세계에서 주목해야 할 100" 순위 중 99번째로 선정되었다. 또한 영국 버진 그룹에서는 세계에서 주목해야 할 걸 그룹으로 꼽기도했다. 미국과 한국 이외에도 아시아 전역에 많은 영향을 끼치고있는데, 2009년 태국 팬들이 가장 좋아하는 한국 가수 중 1위로 뽑히기도 했다. 태국에서 한국 대중 문화가 인기가 높아짐에 따라 국가 이미지도 좋아졌는데, 원더걸스가 그 대표적인 주역이라는 조사 결과도 나왔다. 또한 캄보디아에서는 원더걸스의 "Nobody"를 그대로 베껴 활동하는 그룹 RHM이 등장하기도 했다. 중국에서도 "nobody" 중국어 버전을 발매하는 등 활발한 활동을 펼쳐 중국에서 발매한 앨범 Special Edition은 "2010년 음반이 많이 팔린 외국가수" 10위권에 올랐다.

## 이전 구성원
| 이름   | 소개 |
| ------ | --- |
| 유빈   | - 본명 : 김유빈 (金婑斌) - 생년월일 : 1988년 10월 4일(36세) - 출생지 : 대한민국 광주광역시 - 학력 : 명지대학교 영화뮤지컬학과 (졸업) - 포지션 : 메인래퍼, 서브보컬, 드럼 - 활동기간 : 2007년 ~ 2017년            |
| 핫펠트 | - 본명 : 박예은 (朴譽恩) - 생년월일 : 1989년 5월 26일(36세) - 출생지 : 대한민국 경기도 고양시 - 학력 : 경희대학교 포스트모던음악학과 (휴학) - 포지션 : 메인보컬, 키보드 - 활동기간 : 2007년 ~ 2017년             |
| 선미   | - 본명 : 이선미 (李宣美) - 생년월일 : 1992년 5월 2일(33세) - 출생지 : 대한민국 전라북도 익산시 - 학력 : 동국대학교 연극영화학과 (휴학) - 포지션 : 서브보컬, 베이스 - 활동기간 : 2007년 ~ 2010년, 2015년 ~ 2017년 |
| 우혜림 | - 본명 : 우혜림 (禹惠林) - 생년월일 : 1992년 9월 1일(32세) - 출생지 : 대한민국 서울특별시 - 학력 : 한국외국어대학교 통번역학과 (재학) - 포지션 : 리드래퍼, 서브보컬, 기타 - 활동기간 : 2010년 ~ 2017년           |
| 현아   | - 본명 : 김현아 (金泫雅 ) - 생년월일 : 1992년 6월 6일(33세) - 출생지 : 대한민국 서울특별시 - 학력 : 건국대학교 영화전공 - 포지션 : 메인래퍼, 서브보컬, 메인댄서 - 활동기간 : 2007년                              |
| 선예   | - 본명 : 민선예 (閔先藝) - 생년월일 : 1989년 8월 12일(35세) - 출생지 : 대한민국 서울특별시 - 학력 : 동국대학교 연극영화학과 (휴학) - 포지션 : 리더, 메인보컬 - 활동기간 : 2007년 ~ 2015년                        |
| 안소희 | - 본명 : 안소희 (安昭熙) - 생년월일 : 1992년 6월 27일(33세) - 출생지 : 대한민국 서울특별시 성북구 - 포지션 : 서브보컬 - 활동기간 : 2007년 ~ 2015년                                                               |

## 음반 목록
정규 음반
- 2007: 《The Wonder Years》
- 2011: 《Wonder World》
- 2015: 《REBOOT》

EP
- 2010: 《2 Different Tears》
- 2012: 《Wonder Party》

SINGLE
- 2007: 《The Wonder begins》
- 2007: 《미안한 마음 ~tears~》
- 2008: 《So Hot》
- 2008: 《The Wonder years-Trilogy》
- 2008: 《Anybody》
- 2016 : 《Why So Lonely》
- 2017 : 《그려줘》

Logo song
- 2007 : 《쪼요쪼요》
- 2008 : 《Army Song》

Foreign Album
- 2009: 《Nobody (Eng Ver.)》
- 2012 : 《The DJ IS MINE》
- 2012 : 《Like Money》
- 2012 : 《Nobody for everybody》
- 2012 : 《Wonder best》
- 2012 : 《A Very Special Christmas 25th Anniversary》

## 투어
- 2009년: The 1st Wonder
- 2010년: Wonder Girls World Tour
- 2011년: Wonder Girls Asia Tour
- 2012년: Wonder World Tour
- 2015년: Reboot Tour

### 내용주
1. ↑  KBS 2FM 《슈퍼주니어의 Kiss the Radio》 2007년 4월 16일 방송분
2. ↑  Mnet 《와이드 연예뉴스》 2008년 1월 17일 방영분
3. ↑  tvN 《ENEWS》 2007년 3월 6일 방영분
4. ↑  라디오에서 언급한 내용.
5. ↑  SBS 파워FM 《하하의 텐텐클럽》 2007년 11월 6일 방송분
6. ↑  MBC 표준FM 《박경림의 별이 빛나는 밤에》 2008년 7월 31일 방송분
7. ↑  해당 동영상 주소는 http://kr.youtube.com/watch?v=W2Zq04OMWVI 이나 현재는 저작권 침해로 삭제되었다.

### 참조주
1. ↑  “박진영 "'텔미' 성공, 노래-가수-시대 맞아떨어졌기 때문"”. 2007년 11월 16일. 2020년 5월 17일에 확인함.
2. ↑  김성한 (2007년 12월 5일). “'텔미 신드롬' 50억 대박행진”. 스포츠한국. 2008년 7월 9일에 확인함.
3. ↑  박진영 "30년 만에 벽을 깼다···美 TV 섭외 오기 시작"(종합)《아시아경제》 2009년 10월 23일 작성.
4. ↑  홍세영 기자 (2015년 7월 20일). “JYP “선예-소희, 원더걸스에서 공식 탈퇴” [공식입장]”. 스포츠동아. 2015년 7월 20일에 확인함.
5. ↑  “MTV 원더걸스 했즌1 5회 방영분”. MTV. 2007년 12월 27일에 원본 문서에서 보존된 문서. 2008년 7월 9일에 확인함.
6. ↑  “MTV 원더걸스 시즌1 1회 방영분”. MTV. 2007년 12월 30일에 원본 문서에서 보존된 문서. 2008년 7월 9일에 확인함.
7. ↑  안진용 (2007년 11월 1일). “박진영 "원더걸스 선예 믿고 출범"”. 한국일보. 2009년 1월 22일에 원본 문서에서 보존된 문서. 2014년 12월 5일에 확인함.
8. ↑  김아연 (2009년 10월 7일). “[급상승 검색어]박진영표 첫 여성그룹 데뷔전부터 인기 폭발”. 동아. 2014년 12월 5일에 확인함.
9. ↑  이정혁 (2006년 12월 21일). “박진영 사단 '원더 걸스', 활동하기도 전에 관심 폭발”. 스포츠조선. 2014년 12월 10일에 원본 문서에서 보존된 문서. 2014년 12월 5일에 확인함.
10. ↑  이은정 (2006년 12월 8일). “비 소속사, 신인 여성 그룹 배출”. 연합뉴스. 2014년 12월 5일에 확인함.
11. ↑  이규림 기자 (2007년 2월 10일). “원더걸스, '쇼!음악중심'으로 지상파 신고식”. 마이데일리. 2008년 1월 26일에 확인함.
12. ↑  이동훈 기자 (2007년 2월 9일). “원더걸스, 13일 앨범 발매 및 쇼케이스”. YTN STAR. 2009년 2월 8일에 원본 문서에서 보존된 문서. 2008년 1월 26일에 확인함.
13. ↑  박재덕 기자 (2007년 2월 16일). “원더걸스 후폭풍, 온·오프라인 강타”. 조이뉴스24. 2008년 7월 10일에 확인함.
14. ↑  전종환 (2007년 3월 23일). “디지털 음반상/원더걸스.에픽하이 外”. 조이뉴스24. 2014년 12월 5일에 확인함.
15. ↑  김인구 (2007년 4월 4일). “원더걸스, 중국 쇼케이스 성황”. 스포츠조선. 2014년 12월 10일에 원본 문서에서 보존된 문서. 2014년 12월 5일에 확인함.
16. ↑  김원겸 (2007년 2월 15일). “원더걸스 "나이도 어린데 웬 요염?"”. 머니투데이. 2014년 12월 5일에 확인함.
17. ↑  김진원 기자 (2007년 7월 1일). “원더걸스, 소희 부상으로 4인 체제로”. 중앙일보. 2009년 2월 6일에 원본 문서에서 보존된 문서. 2008년 1월 13일에 확인함.
18. ↑  김재범 기자 (2007년 7월 30일). “원더걸스 김현아 탈퇴 "장염 고생 팀 탈퇴하겠다"”. 한국일보. 2009년 2월 7일에 원본 문서에서 보존된 문서. 2007년 10월 17일에 확인함.
19. ↑  김원겸 기자 (2007년 9월 5일). “원더걸스 새멤버 유빈, 알고보니 '오소녀' 출신”. 스타뉴스. 2008년 1월 12일에 확인함.
20. ↑  “원더걸스, 새로운 멤버 유빈 영입후 정규 1집 활동 시작”. 한국경제. 2007년 9월 5일. 2014년 12월 1일에 확인함.
21. ↑  김용호 (2007년 9월 14일). “'원더걸스' 교통사고‥상대운전자는 사망”. 뉴시스. 2014년 12월 1일에 확인함.
22. ↑  “원더걸스, 교통사고 13일만에 활동 재개”. 경향신문. 2007년 9월 27일. 2014년 12월 1일에 확인함.
23. ↑  김태은 기자 (2007년 11월 18일). “원더걸스 '텔미', '인기가요' 3주연속 1위”. 머니투데이 스타뉴스. 2009년 2월 8일에 원본 문서에서 보존된 문서. 2008년 1월 12일에 확인함.
24. ↑  김원겸 기자 (2007년 11월 25일). “원더걸스, 8주연속 1위..2007년 최고 히트상품”. 머니투데이 스타뉴스. 2009년 2월 8일에 원본 문서에서 보존된 문서. 2008년 1월 12일에 확인함.
25. 1 2  남상석 기자 (2007년 11월 7일). “"너도 나도 텔미~"…세대초월한 '텔미 신드롬'”. SBS. 2008년 1월 26일에 확인함.
26. ↑  디지털뉴스팀 (2007년 11월 27일). “원더걸스 `텔미` 신드롬… 각계에서 `텔미` 버전 재생산”. 한국경제. 2008년 1월 26일에 확인함.
27. ↑  김원겸 기자 (2007년 12월 8일). “원더걸스 "'이 바보' 안무, 박명수·유재석 춤 응용"”. 머니투데이 스타뉴스. 2009년 2월 8일에 원본 문서에서 보존된 문서. 2008년 1월 26일에 확인함.
28. ↑  이정연 기자 (2007년 10월 21일). “원더걸스 “ ‘국민 여동생’ 애칭에 행복해 기절할 정도””. 스포츠동아. 2008년 8월 11일에 확인함.
29. ↑  김성의 기자 (2007년 12월 20일). “원더걸스, 육군 홍보 로고송 불렀다”. 일간스포츠. 2009년 2월 6일에 원본 문서에서 보존된 문서. 2008년 8월 11일에 확인함.
30. ↑  “원더걸스, '아미송'으로 60만 장병 마음 녹인다”. SBS. 2008년 1월 10일. 2008년 8월 11일에 확인함.
31. ↑  임희윤 기자 (2008년 4월 9일). “‘텔미열풍’ 원더걸스 …‘선거열풍’ 일으켰다”. 헤럴드경제. 2008년 8월 11일에 확인함.
32. ↑  강수진 기자 (2008년 3월 2일). “박진영 사단 뉴욕공연 ‘성황’ 4천 명 환호…美 투어 성공적 첫발”. 스포츠칸. 2008년 5월 22일에 확인함.
33. ↑  뉴스편집팀 (2008년 5월 15일). “원더걸스, 태국에서도 인기 폭발”. 스포츠서울. 2009년 2월 7일에 원본 문서에서 보존된 문서. 2008년 5월 22일에 확인함.
34. ↑  김상호 기자 (2008년 5월 16일). “원더걸스는 대학 축제의 꽃?”. 스포츠서울. 2008년 8월 8일에 원본 문서에서 보존된 문서. 2008년 5월 25일에 확인함.
35. ↑  박세연 기자 (2008년 5월 24일). “원더걸스 이틀만에 음악차트 1위 석권 ‘원걸~ So Hot’”. 뉴스엔. 2009년 2월 7일에 원본 문서에서 보존된 문서. 2008년 5월 24일에 확인함.
36. ↑  “소핫 열풍 식지 않는다...네티즌 소핫 UCC 폭발적인 인기”. 스포츠조선. 2008년 8월 1일. 2008년 8월 9일에 확인함.
37. ↑  배국남 기자 (2008년 7월 16일). “스타들의 열렬한 지지를 받는 가수는?”. 마이데일리. 2009년 2월 8일에 원본 문서에서 보존된 문서. 2008년 8월 9일에 확인함.
38. ↑  디지털뉴스부 (2008년 7월 2일). “원더걸스 ‘So hot ’ 뮤직비디오, 세계를 달구다! 유튜브 조회수 100만 돌파!”. 한국경제신문. 2008년 7월 5일에 원본 문서에서 보존된 문서. 2008년 8월 11일에 확인함.
39. ↑  이정혁 기자 (2008년 7월 6일). “원더걸스, "너무 잘나가도 고민이네! 후속곡 해야하나?"”. 스포츠서울. 2008년 10월 3일에 확인함.
40. ↑  임이랑 기자 (2008년 9월 25일). “원더걸스 '노바디', 공개 3일만에 음원차트 평정”. 마이데일리. 2008년 9월 25일에 확인함.
41. 1 2 3  스포츠칸 온라인 뉴스팀 (2008년 11월 5일). “원더걸스 올 들어서만 120억원 이상 매출 올려”. 스포츠칸. 2008년 11월 10일에 확인함.
42. ↑  이빛나 기자 (2008년 11월 6일). “원더걸스 화장품 드디어 베일 벗다!”. 창업신문. 2009년 2월 11일에 원본 문서에서 보존된 문서. 2008년 11월 17일에 확인함.
43. ↑  김시은 기자 (2008년 11월 16일). “‘MKMF 3관왕’ 원더걸스 “변치 않는 원더걸스 되겠다””. 한국경제. 2008년 11월 17일에 확인함.
44. ↑  “원더걸스, 데뷔 두 달 만에 中 쇼케이스”. 경남신문. 2007년 4월 4일. 2016년 7월 14일에 원본 문서에서 보존된 문서. 2016년 7월 14일에 확인함.
45. ↑  박재덕 기자 (2008년 2월 21일). “원더걸스, 美 프로듀서로부터 론칭 제의”. 조이뉴스24. 2008년 5월 23일에 확인함.
46. ↑  김성한 기자 (2008년 7월 2일). “'열공중' 원더걸스 영어실력 살펴보니…”. 한국일보. 2009년 2월 7일에 원본 문서에서 보존된 문서. 2008년 7월 19일에 확인함.
47. ↑  문연배 기자 (2010년 1월 4일). “원더걸스, 美 ‘올해의 뮤직비디오’ 투표 1위”. 아시아투데이.
48. ↑  김지현 기자 (2010년 2월 21일). “美 언론 "원더걸스는 아시아의 스파이스 걸스"”. TVdaily.
49. ↑  “‘원더걸스’ 멤버 선미 잠시 활동 중단…새 멤버는 혜림”. 동아스포츠. 2010년 1월 23일. 2010년 1월 23일에 확인함.
50. ↑  양지원 기자 (2010년 4월 1일). “원더걸스 ‘노바디’, 대만·홍콩 차트 1위 기록”. 일간스포츠 연예. 2022년 5월 19일에 원본 문서에서 보존된 문서.
51. ↑  손연지 기자 (2010년 5월 16일). “돌아온 ´원걸´, 생중계 론칭쇼 컴백 ´전 세계 들썩~´”. 데일리안.
52. ↑  최보란 기자 (2010년 5월 16일). “'컴백' 원더걸스, 美아이튠즈 차트 39위 입성”. 머니투데이.
53. ↑  최보란 기자 (2010년 6월 7일). “원더걸스 전미투어 기분좋은 출발”. 포커스신문사. 2013년 10월 14일에 원본 문서에서 보존된 문서.
54. ↑  이윤지 인턴기자 (2010년 6월 16일). “원더걸스, 한국 가수 최초 MTV 라이브 콘서트 참가”. 티브이데일리.
55. ↑  홍지예 (2010년 9월 7일). “원더걸스, 북미최대 게임박람회 PAX서 쇼케이스가져”. 아츠뉴스. 2013년 10월 16일에 원본 문서에서 보존된 문서.
56. ↑  “박진영, 원더걸스 컴백 예고 "최고의 앨범이 될 것"”. SSTV. 2011년 1월 15일. 2011년 3월 24일에 원본 문서에서 보존된 문서. 2011년 2월 23일에 확인함.
57. ↑  금빛나 (2011년 10월 21일). “원더걸스 컴백, 내달 초 활동 시작 ‘복고 버리고 성숙미 과시’”. 인터뷰365. 2011년 10월 21일에 확인함.
58. ↑  http://music.naver.com/album/index.nhn?albumId=210788
59. ↑  http://www.gaonchart.co.kr/main/section/search/list.gaon?Search_str=%EC%9B%90%EB%8D%94%EA%B1%B8%EC%8A%A4
60. ↑  “Korea K-Pop Hot 100 Music Chart” (영어). 빌보드. 2011년 9월 8일. 2011년 11월 17일에 확인함.
61. ↑  조성훈 (2012년 5월 12일). “원더걸스, 소니 데프스타와 손잡고 日 전격 진출”. 가온 차트. 2012년 5월 13일에 확인함.[깨진 링크(과거 내용 찾기)]
62. ↑  고경민 기자 (2013년 6월 3일). “소희 계약 종료, 21일자로 JYP와 결별 ‘FA 시장 떴다’”. 마이데일리. 2013년 12월 27일에 확인함.
63. ↑  “원더걸스 소희 탈퇴, BH엔터테인먼트 전속계약 "원걸 멤버들 감사"”. 스포츠 조선. 2014년 2월 11일. 2015년 1월 12일에 확인함.
64. ↑  홍세영 기자 (2015년 7월 20일). “JYP “선예-소희, 원더걸스에서 공식 탈퇴” [공식입장]”. 스포츠동아. 2015년 7월 20일에 확인함.
65. ↑  배국남 (2007년 12월 17일). “‘무한도전’‘원더걸스’ 2007 10대히트 상품!”. 마이데일리. 2011년 2월 28일에 확인함.
66. ↑  안진용 (2009년 5월 26일). “원더걸스 광고효과 최고”. 한국일보. 2012년 3월 8일에 원본 문서에서 보존된 문서. 2011년 2월 28일에 확인함.
67. ↑  “"원더걸스부터 언니네이발관까지…대중음악 부흥시대"”. 프레시안. 2009년 1월 1일. 2011년 2월 28일에 확인함.
68. ↑  신현정 (2011년 2월 27일). “원더걸스, 중학교 교과서 실려…음악책 아닌 사회책 이례적”. 메디컬투데이. 2011년 2월 28일에 확인함.[깨진 링크(과거 내용 찾기)]
69. ↑  “"원더걸스, 아시아 정복"…주목해야 할 100위 선정”. SBS뉴스. 2009년 12월 28일. 2011년 2월 28일에 확인함.
70. ↑  김은구 (2009년 4월 17일). “원더걸스, 태국인이 가장 좋아하는 한국가수...비, 슈주 제쳐”. 이데일리 SPN. 2011년 2월 28일에 확인함.[깨진 링크(과거 내용 찾기)]
71. ↑  이형석 (2010년 4월 1일). “駐태국 민간외교관 배용준ㆍ원더걸스”. 헤럴드경제. 2011년 2월 28일에 확인함.
72. ↑  “캄보디아 그룹 ‘RHM’, 원더걸스 ‘노바디’ 그대로 배껴 논란”. 뉴스한국. 2009년 3월 13일. 2011년 2월 28일에 확인함.
73. ↑  김지혜 (2011년 3월 3일). “원더걸스, 中진출 해외가수 ‘톱10’ 선정”. 포커스신문. 2015년 4월 21일에 원본 문서에서 보존된 문서. 2011년 3월 16일에 확인함.
74. ↑  유빈 웨이보
75. 1 2 3 4  “원더걸스, 걸그룹 밴드 성공할 때도 됐잖아요”. 뉴스엔. 2015년 7월 21일.
76. 1 2 3 4 5 6 7  “원더걸스 “경쾌한 21세기 업템포 기대하세요””. 문화일보. 2011년 11월 7일.
77. ↑  예은 웨이보
78. ↑  “[인터뷰] 홀로서기 나선 ‘핫펠트’ 예은 “내것 보여주고 싶었다””. 뉴스웨이. 2014년 8월 5일.
79. ↑  “선미 한자”. 2015년 12월 8일에 원본 문서에서 보존된 문서. 2015년 12월 6일에 확인함.
80. ↑  혜림 웨이보
81. ↑  150812 주간아이돌
82. ↑  현아 웨이보
83. ↑  한국경제 뉴스팀 (2007년 7월 30일). “원더걸스 김현아 "팬들 곁 떠난다"‥개인사정으로 탈퇴”. 한국경제. 2011년 12월 19일에 확인함.
84. ↑  선예 웨이보
85. ↑  “원더걸스 선예-소희 빠지고 4인조로 컴백 예정 ‘언제쯤?’”. 강원일보. 2015년 7월 20일.
86. ↑  소희 웨이보